# 罗德拉斯
罗德拉斯是巴西巴伊亚州的一个市镇。总面积2575.088平方公里，总人口7691人，人口密度3人/平方公里。